# Vassourinha

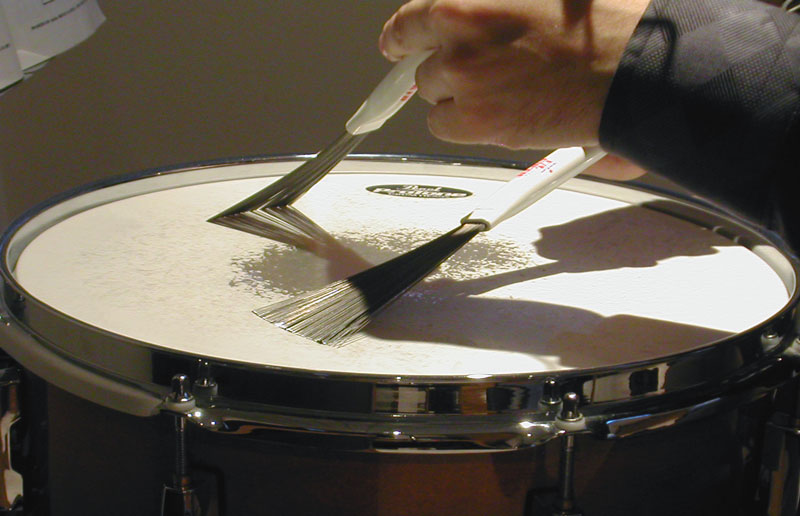
caixa executada com vassourinhas

As vassourinhas são baquetas, cujas pontas estão revestidas com uma espécie de extensor metálico, o qual tem a ponta repartida em várias pontas menores, aparentando ser uma vassoura. A vassourinha é muito utilizada em shows nos quais a bateria apenas complementa a melodia ou em gravação de CD's ou DVD's acústicos. Também são muito utilizadas no Jazz e na Bossa Nova. Em geral é usada quando a música pede uma sonoridade menos "carregada", mais suave.
As vassourinhas são compostas por um conjunto de cerdas fixadas a um suporte, normalmente em uma disposição circular ou linear. As cerdas podem ser metálicas ou plásticas. Os suportes são comumente feitos de madeira ou alumínio e em geral são revestidos em borracha para maior firmeza da pegada. Algumas vassourinhas são telescópicas, de forma que as cerdas podem ser recolhidas para um suporte oco, permitindo ajustar o comprimento, largura ou densidade da escova. A retração das cerdas também tem a finalidade de protegê-las quando não estão em uso.
A maioria dos bateristas prefere cerdas metálicas, mas muitos utilizam as de plástico devido à sua grande durabilidade. As vassourinhas adicionam sons e texturas que não podem ser obtidas com baquetas. Por exemplo, os sons raspados em peles e os sons sibilantes do chimbal característicos das marcações de jazz só podem ser obtidos com vassouras.